# Мотли (округ)
Округ Мотли (англ. Motley County) — расположен в штате Техас Соединённых Штатов Америки. Официально образован в 1876 году и назван в честь Юниуса Моттли — солдата Техасской революции, участвовавшего в разработке и принятии техасской декларации о независимости и погибшего в битве при Сан-Хасинто. Отличия в написании названия округа вызваны неточностями, допущенными в учредительных документах при их составлении. По состоянию на 2000 год численность населения составляла 1426 человек. Окружным центром является город Матадор.
Округ Мотли входит в число 46 округов Техаса с действующим сухим законом или ограничениями на продажу спиртных напитков.

## География
По данным Бюро переписи США общая площадь округа равняется 2564 км², из которых 2562 км² суша и 2 км² или 0,04 % это водоёмы.

### Соседние округа
- Бриско (северо-запад)
- Дикенс (юг)
- Котл (восток)
- Флойд (запад)
- Холл (север)

## Демография

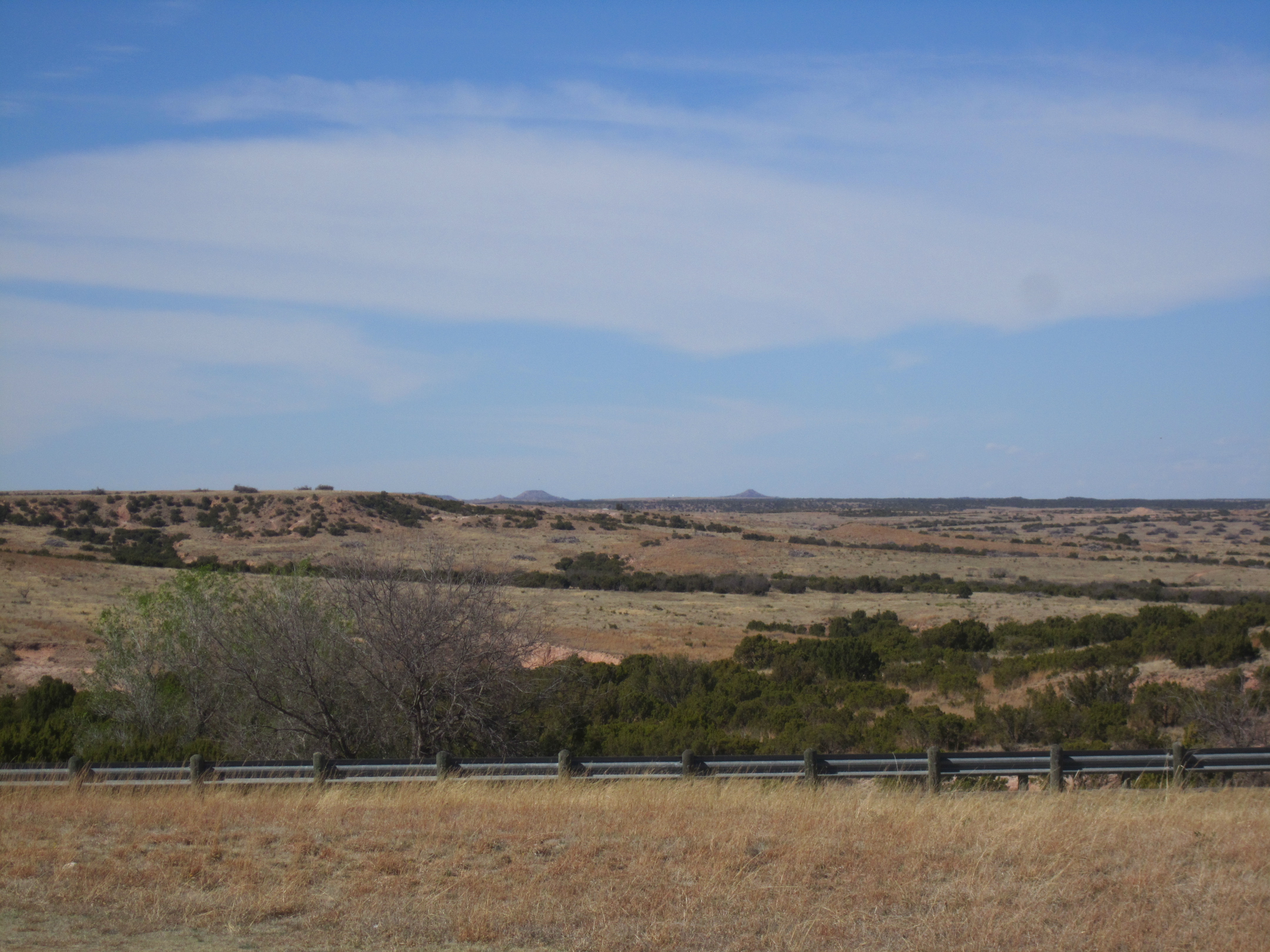
Земельные угодья ранчо Матадор

По данным переписи населения 2000 года в округе проживало 1426 жителей в составе 606 хозяйств и 435 семей. Плотность населения была 1 человек на 1 квадратный километр. Насчитывалось 839 жилых домов, при плотности покрытия 1 постройка на 1 квадратную милю. По расовому составу население состояло из 87,38 % белых, 3,51 % афроамериканцев, 0,63 % коренных американцев, 0,14 % азиатов, 0,14 % коренных гавайцев и других жителей Океании, 6,31 % прочих рас и 1,89 % представители двух или более рас. 12,13 % населения являлись испаноязычными, или латиноамериканцами.
Из 606 хозяйств 26,6 % воспитывали детей в возрасте до 18 лет. 60,2 % супружеских пар проживали совместно, в 8,7 % случаев женщины проживали без мужей, 28,2 % не имели семей. На момент переписи 25,7 % от общего количества жили самостоятельно, 15,3 % составляли одинокие люди старше 65 лет. В среднем на каждое хозяйство приходилось 2,35 человека, среднестатистический размер семьи составлял 2,82 человека.
Показатели по возрастным категориям в округе были следующие: 24 % жители до 18 лет, 6 % от 18 до 24 лет, 21,1 % от 25 до 44 лет, 25,2 % от 45 до 64 лет, и 23,7 % старше 65 лет. Средний возраст составлял 44 года. На каждых 100 женщин приходилось 101,7 мужчины. На каждых 100 женщин в возрасте 18 лет и старше приходилось 92,92 мужчины.
Средний доход на хозяйство в округе составлял 28 348 $, на семью — 33 977 $. Среднестатистический заработок мужчины был 25 395 $ против 13 333 $ для женщины. Доход на душу населения был 16 584 $. Около 13,9 % семей и 19,4 % общего населения находились ниже черты бедности. Среди них было 35,3 % тех, кому ещё не исполнилось 18 лет и 13,8 % тех, кому было уже больше 65 лет.

## Населённые пункты

### Города
- Матадор
- Роринг-Спрингс

### Немуниципальные территории
- Фломот

### Заброшенные населённые пункты
- Ти-Пи-Сити

## Политическая ориентация
На президентских выборах 2008 года Джон Маккейн получил 87,88 % голосов избирателей против 11,28 % у демократа Барака Обамы.
В Техасской палате представителей округ Мотли числится в составе 68-го района. Интересы округа представляет республиканец Дрю Спрингер из Манстера.

## Образование
Образовательную систему округа составляют следующие учреждения:
- школьный округ Мотли[5]